# Honorio Ventura
Honorio Ventura (Bacolor, 30 juli 1887 – 3 september 1940) was een Filipijns politicus en minister.

## Biografie
Honorio Ventura werd geboren op 30 juli 1887 in Bacolor in de Filipijnse provincie Pampanga. Zijn ouders waren Juana Tison en Balbino Ventura, een broer van Valentin Ventura. Ventura studeerde aan de Ateneo de Manila University, het Colegio de San Juan de Letran en het University of Santo Tomas. Hij voltooide een bacheloropleiding rechten en een doctoraalopleiding jurisprudentie.
Hij was vanaf de oprichting in 1907 lid van de Nacionalista Party. In 1912 verloor hij de verkiezingen voor een zetel in het Filipijns Huis van Afgevaardigden namens het tweede kiesdistrict van Pampanga. In 1914 werd hij echter wel benoemd tot gouverneur van de provincie. In 1916 werd Ventura middels de verkiezingen gekozen tot gouverneur van de provincie Pampanga. In 1919 volgde een herverkiezingen voor een tweede termijn van drie jaar. Tegen het einde van tweede termijn nam hij ontslag, nadat hij was aangesteld tot hoofd van het Executive Bureau. Toen Felipe Agoncillo zijn ontslag als minister van binnenlandse zaken indiende werd Ventura in 1925 gekozen tot diens opvolger. Deze functie bekleedde hij tot 1933.
Ventura overleed in 1940 op 53-jarige leeftijd. De Don Honorio Ventura Technological State University is naar hem vernoemd.